# 오구라 마사쓰네

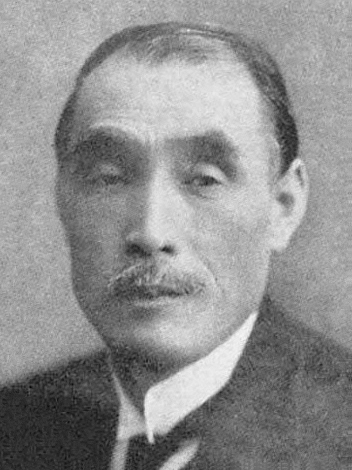
오구라 마사쓰네

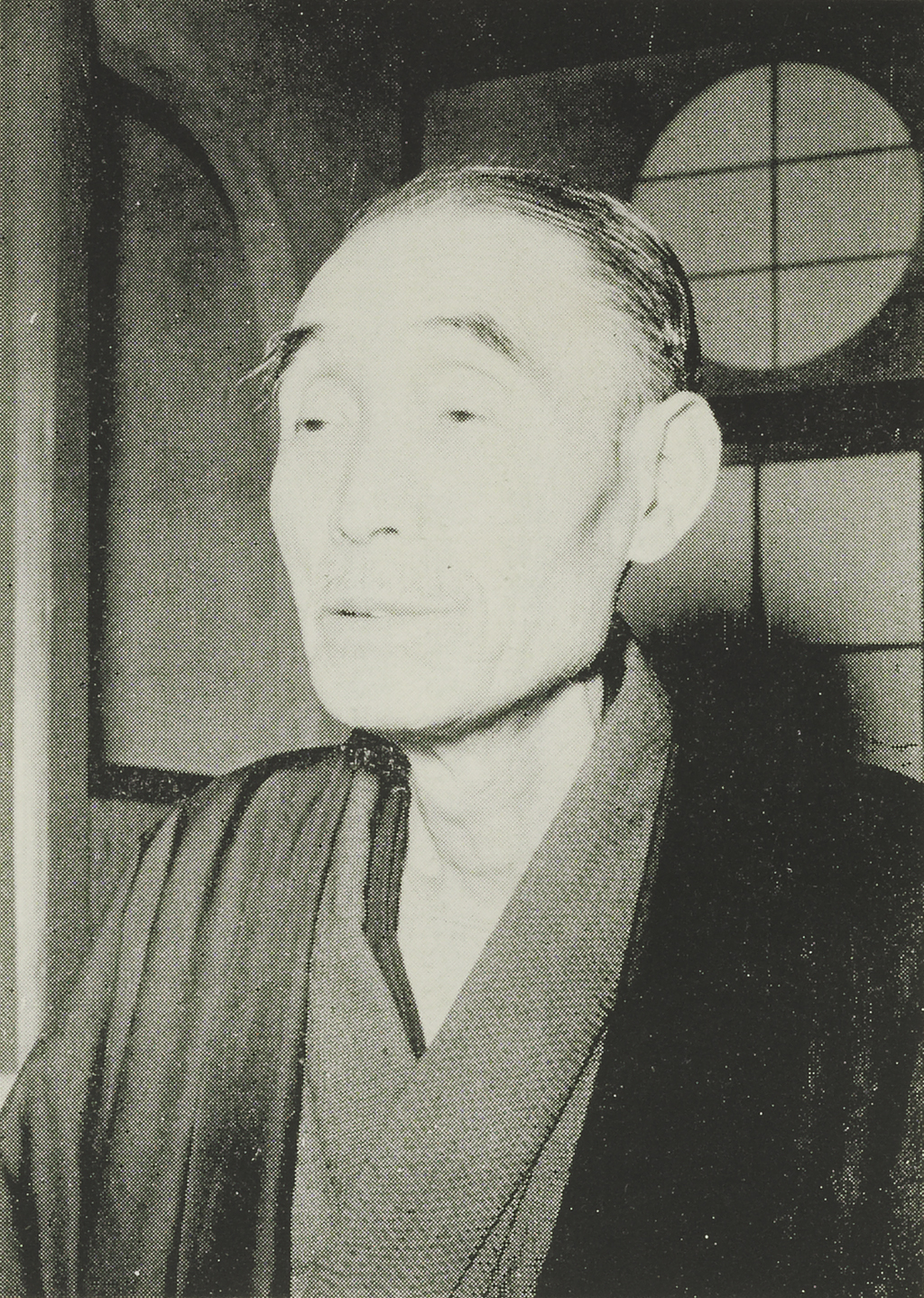
오구라 마사쓰네

오구라 마사쓰네(小倉 正恒, おぐら まさつね, 1875년 3월 22일 ~ 1961년 11월 20일)는 일본의 기업인이자 정치인으로, 제2차 고노에 내각의 국무대신, 제3차 고노에 내각의 대장대신을 지냈다. 일본의 자이바쓰 (재벌) 스미토모 자이바쓰의 총 이사를 지내기도 하였다.

## 생애와 경력
1875년 이시카와현의 가나자와시에서 구 가나자와 번 무사·재판관의 아들로 태어났다. 1897년 도쿄 제국대학 영법률학과를 졸업한 후, 내무성에 들어갔다. 1899년 내무성에서 나와, 스미토모에 들어갔다.
여러 직책을 거쳐, 1930년 스미토모 합자 회사 총 이사가 되어, 스미토모 자이바쓰의 최고 경영자가 되었다. 1937년 귀족원 의원에 칙선되었으며, 제2차 고노에 내각에서 국무대신, 제3차 고노에 내각에서 대장대신을 지냈다. 그는 자유 경제를 지향해 통제 경제에 반대했으나, 전시 경제에의 이행을 막지 못했다. 일본 전시 내각에서 전시금융공고 (戦時金融公庫) 총재를 맡은 것으로 인해 제2차 세계 대전이 끝난 후 공직에서 추방되었다.
1951년 추방 해제되었으나 제일선에선 물러났으며, 1961년 86세의 나이로 사망하였다.